# Estação Barón
A Estação Barón é uma das estações do Metrô de Valparaíso, situada em Valparaíso, entre a Estação Francia e a Estação Portales. É administrada pelo Metro Regional de Valparaíso S.A..
A estação original foi inaugurada no dia 16 de setembro de 1855, enquanto que a atual edificação foi inaugurada em 23 de novembro de 2005. Localiza-se no cruzamento da Avenida Errázuriz com a Avenida España. Atende o setor Muelle Barón.